# TMK 101
TMK 101 – typ dwuosiowego tramwaju produkowanego w latach 1957–1965 i eksploatowanego w Zagrzebiu w latach 1951–2008.
Pierwszy prototyp tego tramwaju został wyprodukowany w 1951 w warsztatach zagrzebskiego przewoźnika ZET Zagreb, a dwa kolejne prototypy w ciągu dalszych kilku lat. Seryjna produkcja rozpoczęła się w 1957 roku w zakładach Đuro Đaković. Są to dwuosiowe wagony silnikowe, wyposażone w troje drzwi harmonijkowych.
W Zagrzebiu eksploatowano w sumie 71 wagonów, w tym 3 prototypy (60 produkcji ĐĐ oraz 8 zakupionych z Osijeka). Pierwsze kasacje tramwajów TMK 101 miały miejsce w połowie lat 90. XX w., gdy do eksploatacji wprowadzono używane tramwaje Düwag GT6 (jako rozwiązanie tymczasowe), a od 2005 roku miały miejsce kolejne kasacje. Przybycie nowych tramwajów TMK 2200 było następnym powodem do wycofania kolejnych składów. Od lata 2007 tramwaje typu 101 nie były wykorzystywane w ruchu regularnym.
Następcą tego wagonu jest typ TMK 201.

## Doczepy
TP 531 jest czteroosiową doczepą odpowiadającą modelom TMK 101 i TMK 201. Jest to doczepa bierna, wyposażona w troje harmonijkowych drzwi.
Innym wagonem doczepnym do typów TMK 101 i TMK 201 jest wóz TP 701. Od TP 531 różni się dłuższymi szybami w drzwiach i kilkoma innymi detalami.

## Galeria

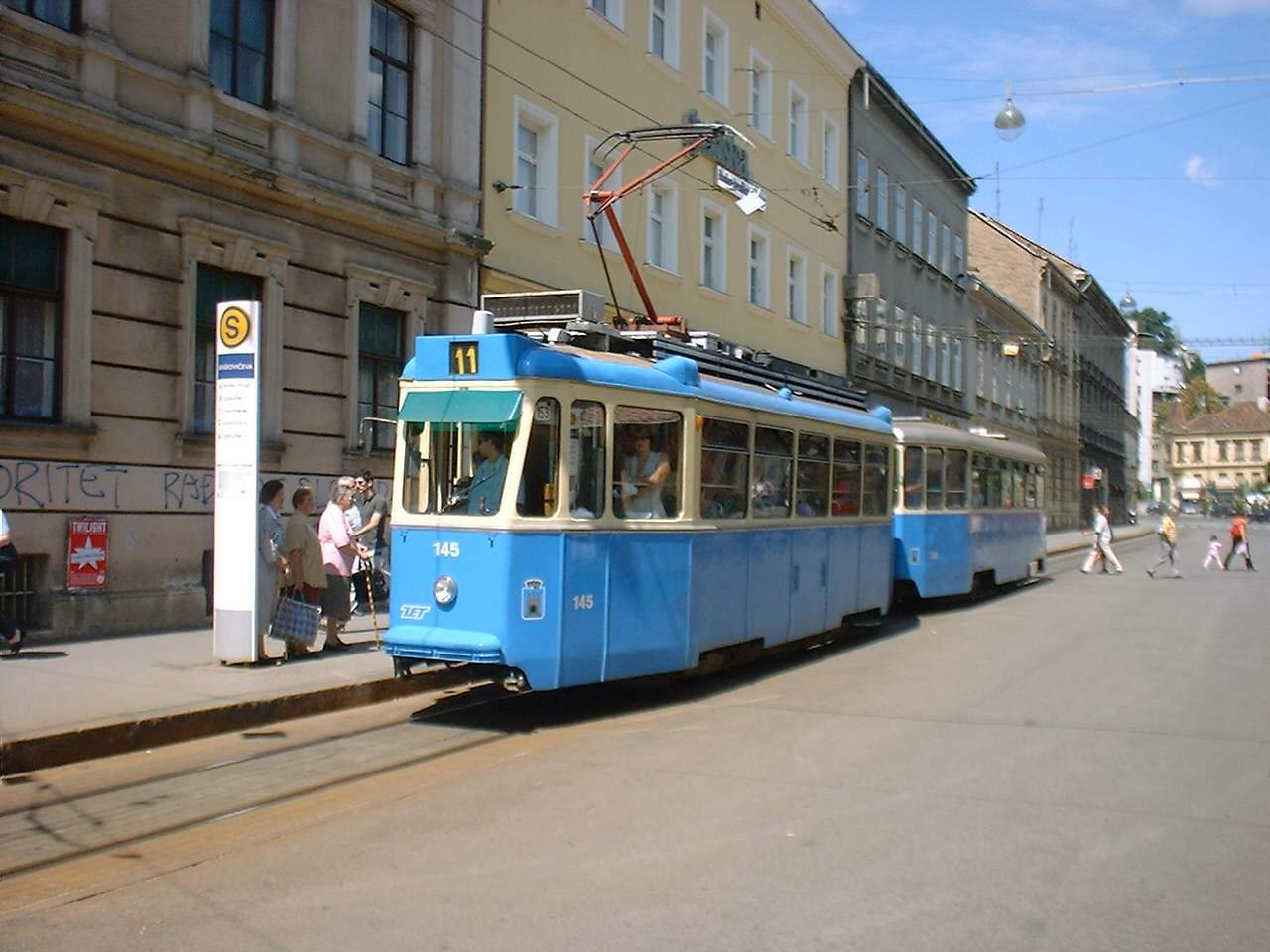
Wóz #145 na linii 11 z doczepą TP 531
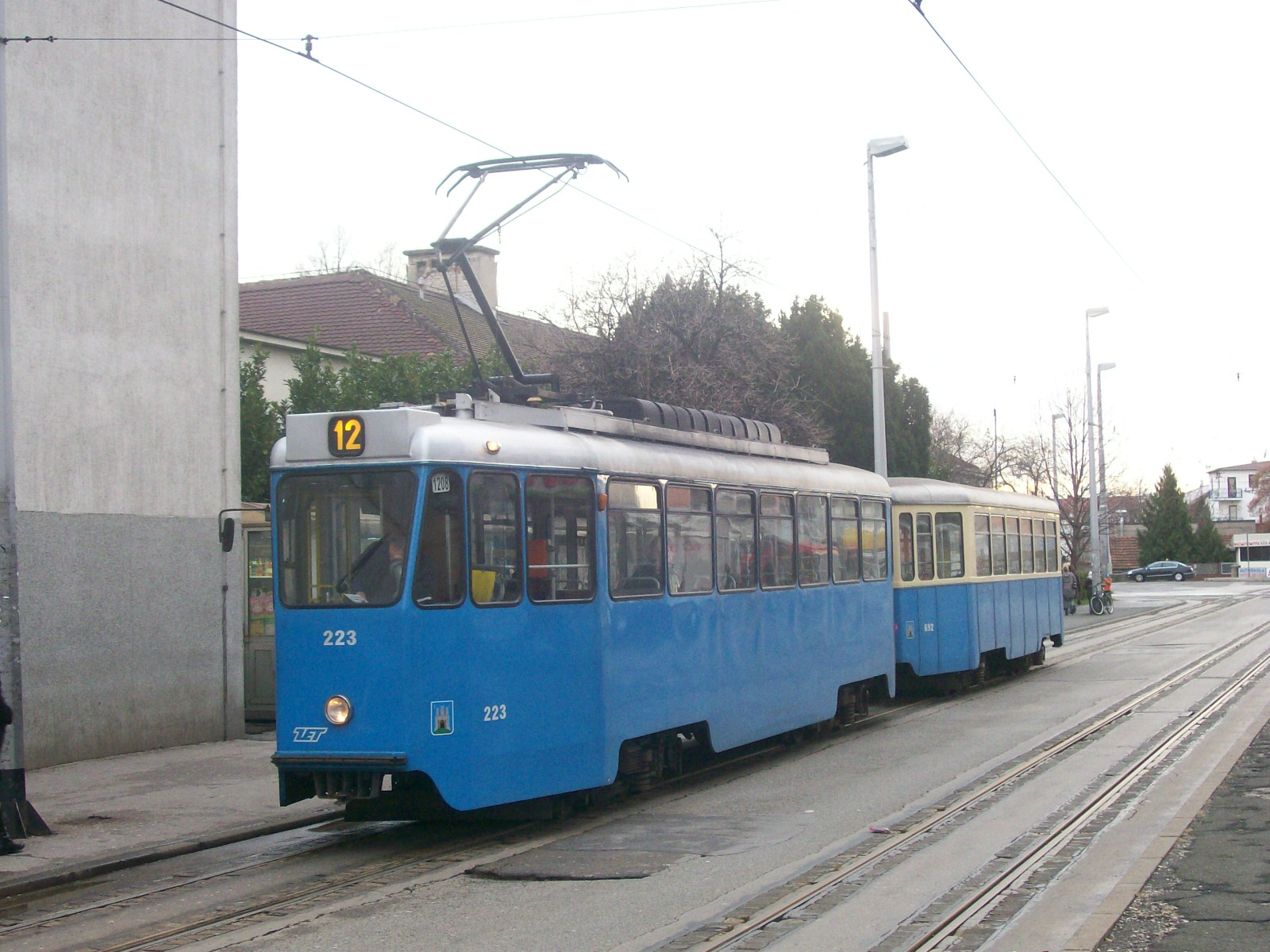
Wóz #223 na linii 12 z doczepą TP 531, inny schemat malowania
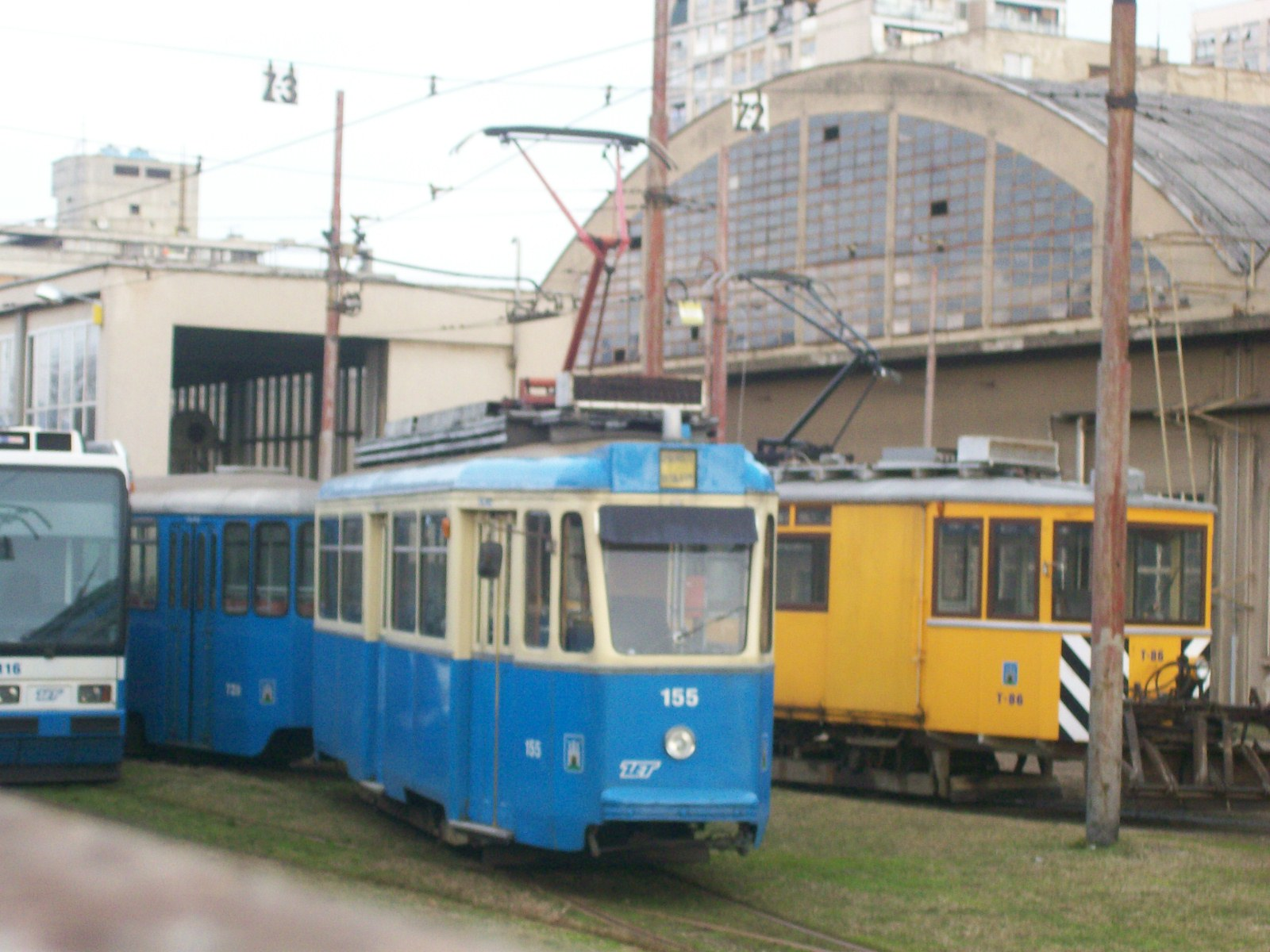
Wóz #155 z doczepą TP 701 na terenie zajezdni
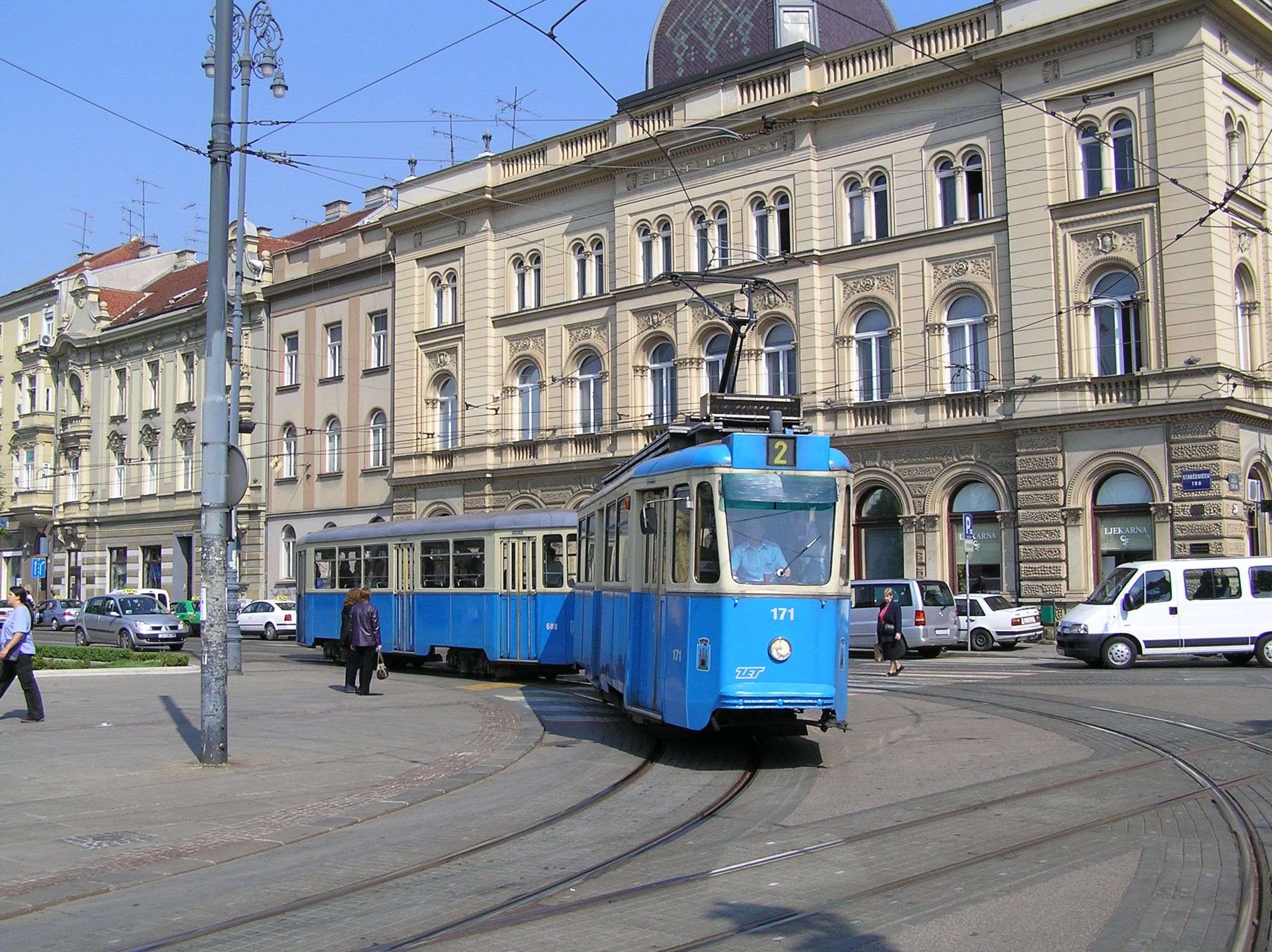
Wóz #171 na linii 2 z doczepą TP 531
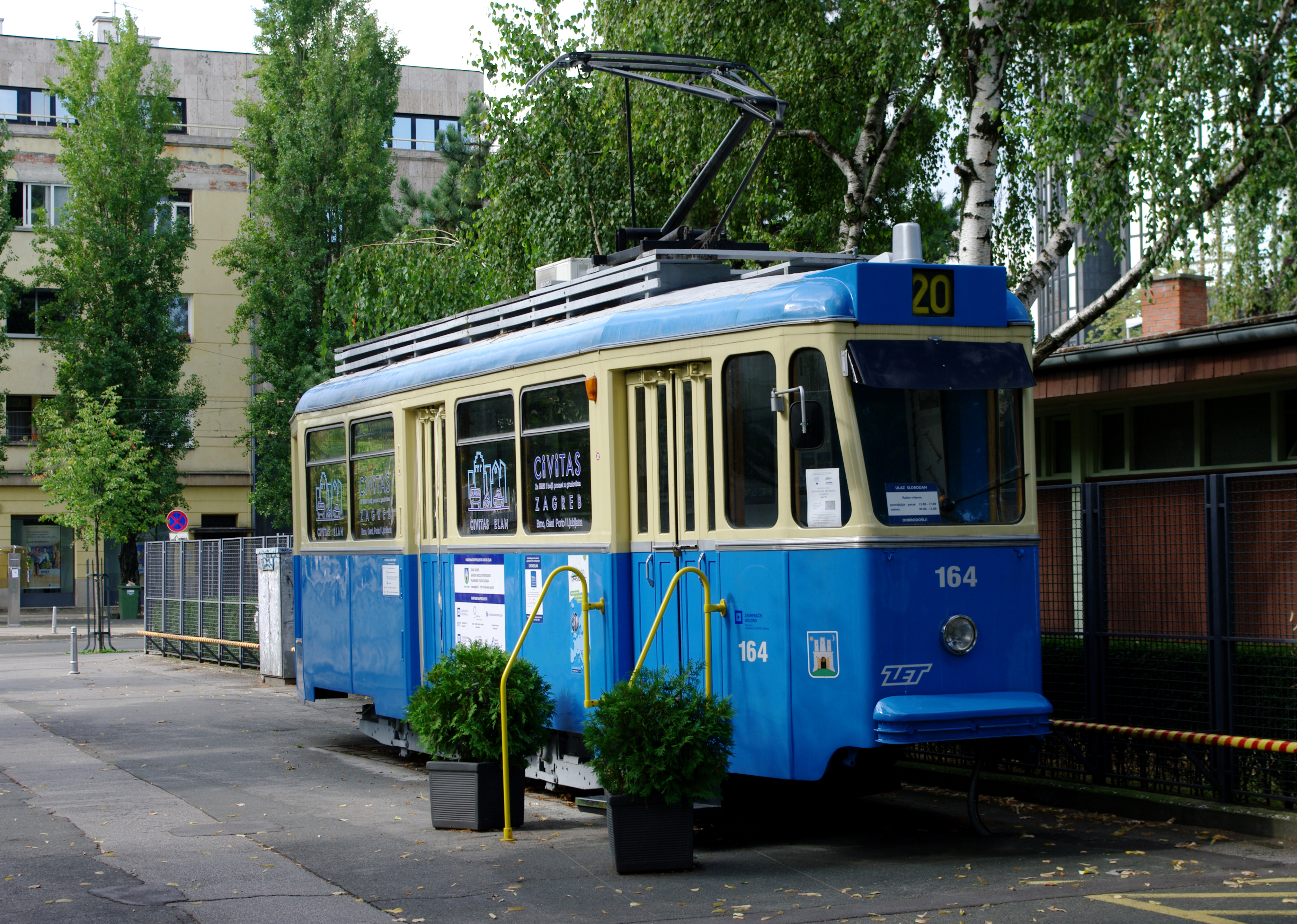
Wóz #164 jako eksponat Technicznego muzeum w Zagrzebiu
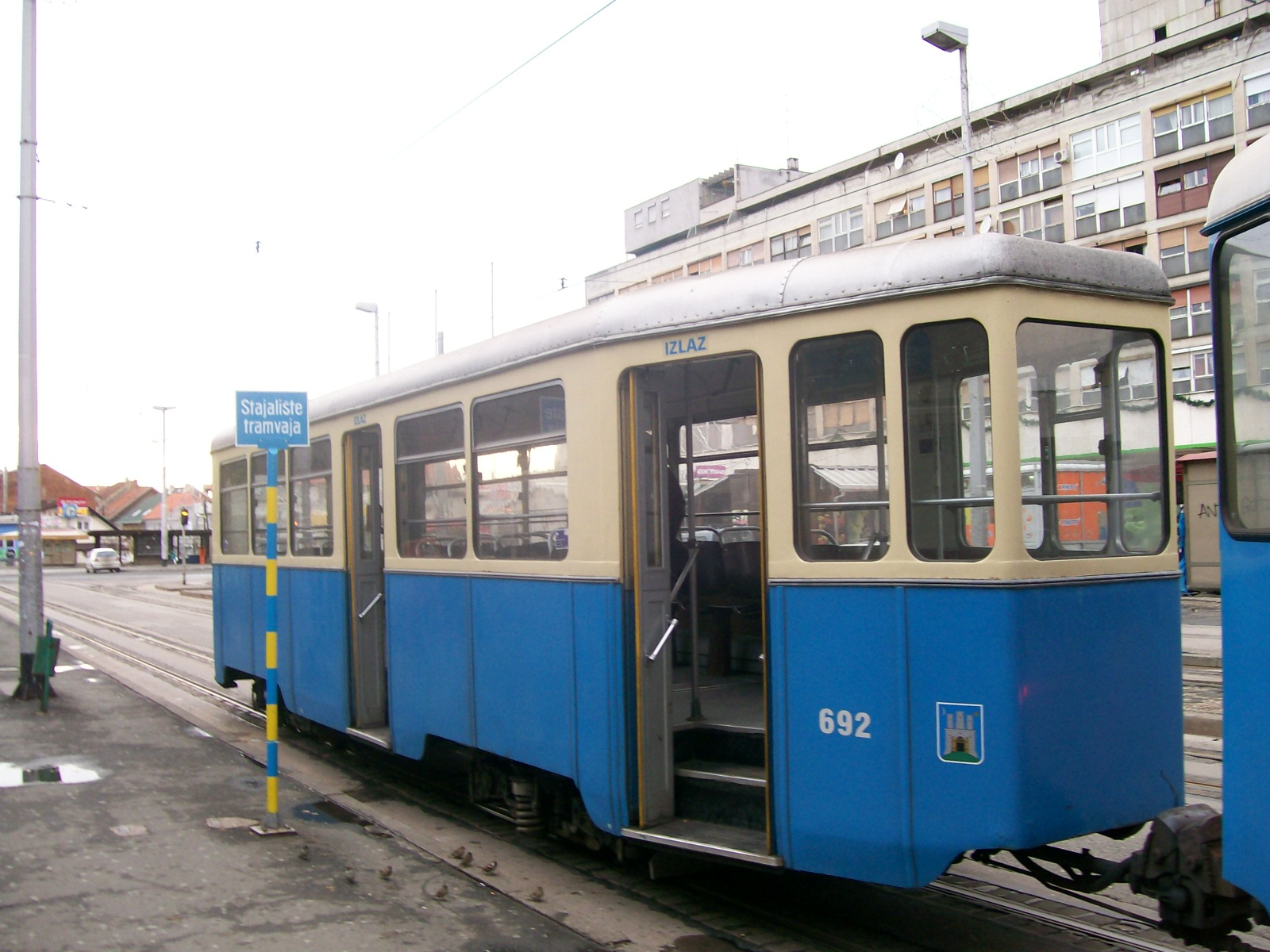
Doczepa TP 531 #692
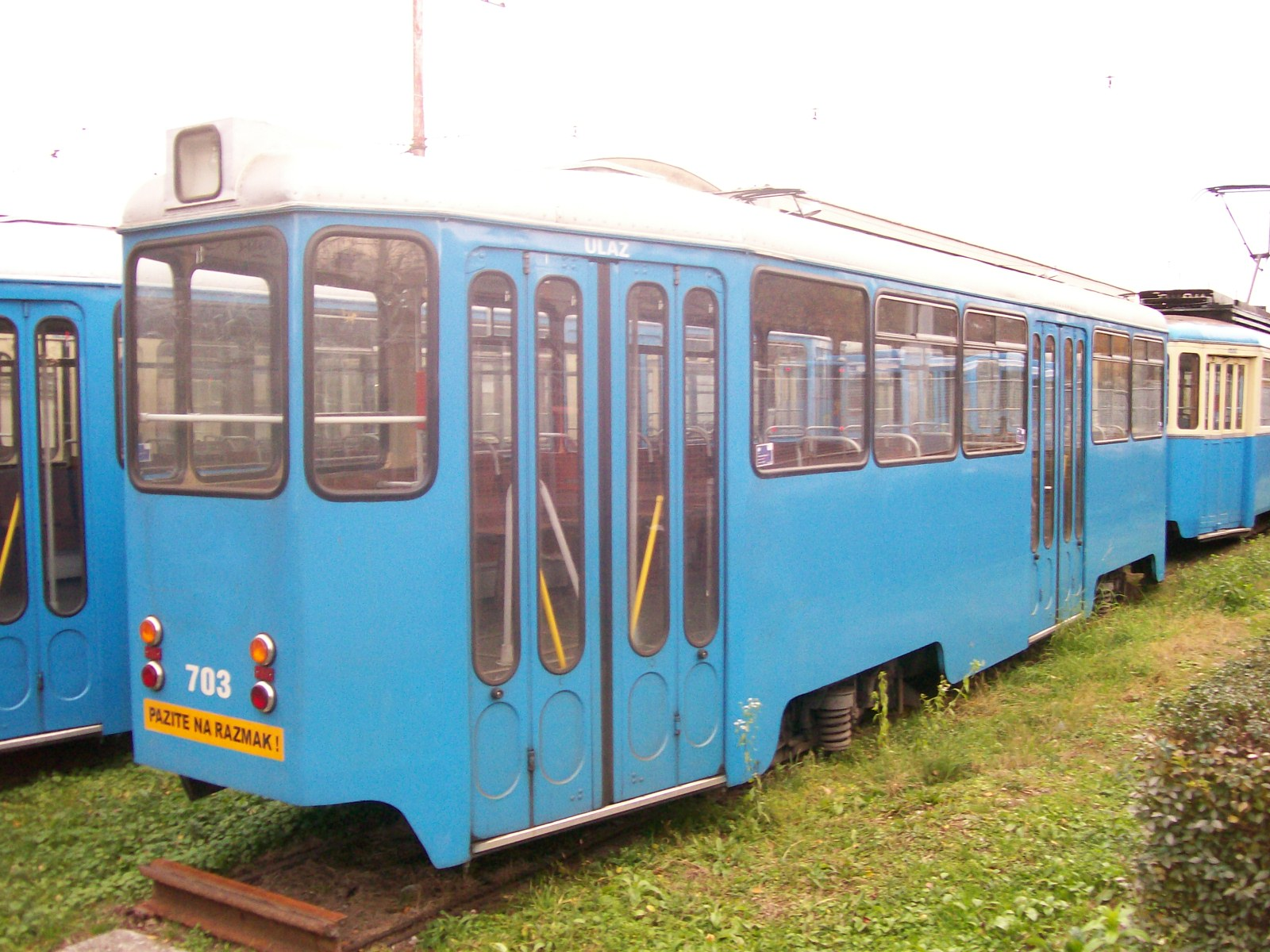
Doczepa TP 701 #703